# 他克拉明
他克拉明是一种含氮有机化合物，分子式C21H23N，是布他拉莫等药物的结构母体。有专利报道了它的合成。